# Club d'aviron Ur Joko
 (septembre 2012).
Maillots
Ur Joko est un club d'aviron de Saint-Jean-de-Luz (Pyrénées-Atlantiques - France). Sa couleur est le rouge, et le nom de sa trainière Ipar Haizea (vent du nord en euskara). C'est le club organisateur du Drapeau de Saint-Jean-de-Luz.

## Historique

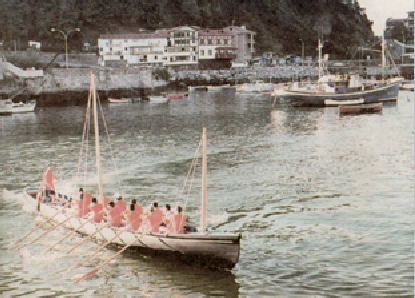
Reconstitution d'une trainière traditionnelle entrant dans le port de Mutriku (Biscaye) en 1998.

Le 4 septembre 1892 dans la baie de Saint-Jean-de-Luz - Ciboure, avaient déjà lieu des régates de trainières. Elles opposaient deux trainières Labourdines : Roman de Guéthary et Cecilia de Saint-Jean-de-Luz, à une trainière Guipuscoanne Coruña d ’ Hondarribia. Cette dernière remportait l’épreuve. À cette époque Bayonne et Biarritz avaient aussi leurs trainières, mais la tradition s’est perdue depuis côté nord, laissant au Pays basque espagnol le soin de perpétuer cette discipline. Depuis 1890, Donostia organise tous les ans, les deux premiers dimanches de septembre, ce qui peut être considéré comme les Olympiades des régates de trainières, qui rassemblent les meilleurs équipages du Pays basque et d'Espagne. En 1986 Mixel Esteban et Paquito Diaz, président d'Ur Joko, rassemblant quelques personnes motivées, issues d'associations culturelles basques, (Sagaio notamment), créaient la section trainière au sein du club luzien (gentilé français de Saint-Jean-de-Luz) né en 1912. Dès 1987, la section a pris corps autour d’une douzaine de rameurs composant la première équipe senior d’Iparralde inscrite en championnat de trainerilla du Guipuscoa. Le premier investissement : une trainerilla d’occasion, des survêtements et une remorque légère étaient en partie couvert par un don de la société S.E.I. Depuis cette première saison, les courses se sont succédé pour Ur Joko sans interruption. Le développement s’est réalisé par la structuration d’une équipe de battela (4 rameurs) et la poursuite du travail en trainerilla (6 rameurs).

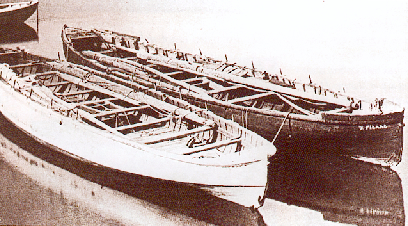
Ancienne trainière dans le port de Saint-Jean-de-Luz (Pyrénées-Atlantiques - France) vers 1910

Dès les premières saisons, le club était présent, dans la difficile discipline de trainière, dans le cadre d’une mise à disposition de rameurs au club donostiar (gentilé basque de Donostia) Fortuna. Depuis 1996 Ur Joko a sa propre équipe de trainière, voguant sur un bateau en fibre de carbone, construit par les chantiers Olaziregi d’Hondarribia. Cette embarcation, désormais utilisée par la section loisir du club, a été remplacée par une traînière dernière génération en carbone des chantiers Amilibia en 2005, Xubero du surnom de l’entraineur emblématique, Gérard Bidegaimberry, décédé en mars de cette même année. Entre-temps, l’année 1994 voyait l’ouverture de notre section aux jeunes femmes, six rameuses ont porté les couleurs du club en batel. Depuis la section s'est étoffée et les féminines se sont déjà taillé quelques succès.
En plus des participations sportives directes, le club est aussi chargé de l’organisation des courses de trainières dans la baie. Dès 1987, organisation d’une régate de trainerillas dans le cadre de la fête A.E. Kantuz. En 1991, dans le cadre de la première Quinzaine de la Mer, en collaboration avec l’association Itsas Kirolak (sports de mer en basque), organisation d’une régate de trainières en septembre (3e dimanche), départ donné par le Commandant Cousteau. Depuis le club a toujours été impliqué dans l’organisation des régates de trainières de Saint-Jean-de-Luz - Ciboure (Donibane - Ziburuko Estropadak), toujours en collaboration avec Itsas Kirolak. Le club, aujourd’hui équipé de six batels, trois trainerillas et deux trainières, assure une formation de très bon niveau à partir de la catégorie benjamin. Depuis quelques années Ur Joko aligne des équipes en batel en diverses catégories, minime, cadet et junior, et en trainerilla, junior uniquement, bien qu’une tentative ait été tentée cette année (2010/2011) pour engager une équipe senior. Les quelques seniors en forme d’Ur Joko, vont renforcer les rangs des clubs amis du Pays basque espagnol, Hondarribia et Pasaia San Juan. Une convention liant les deux clubs court depuis 2005, pour le plus grand intérêt des deux entités.
Un projet d’agrandissement du club est toujours dans les cartons. Des aménagements (salle de gymnastique, musculation, ergomètres, tank à ramer, etc.) permettant une préparation physique correspondant aux exigences de ce sport de haut niveau sont aujourd’hui indispensables et devraient trouver leur épilogue rapidement.

## Histoire

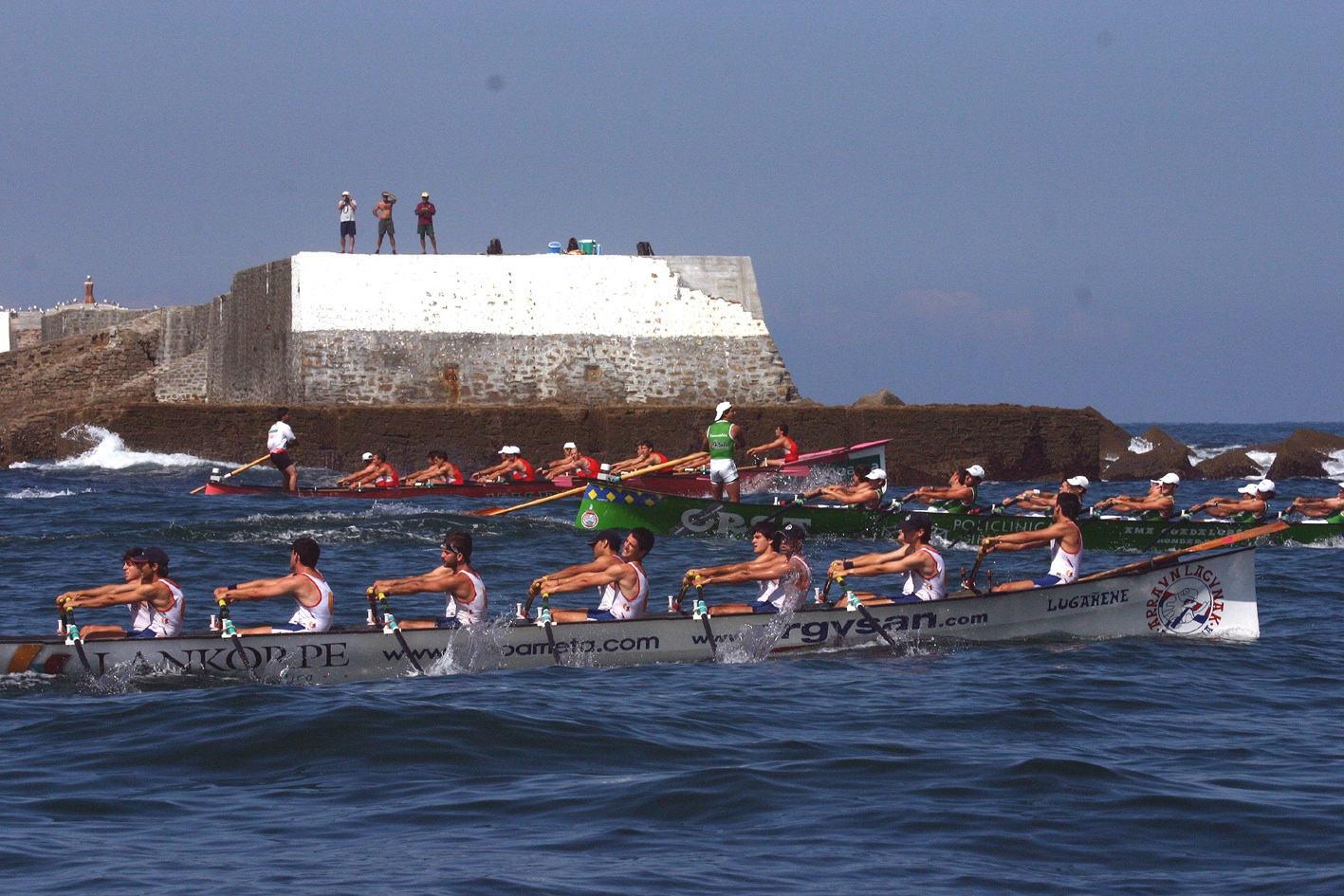
Trainière du club Ur Joko (Saint-Jean-de-Luz).

La  trainière devenue aujourd’hui un bateau de compétition, était une embarcation de pêche en mer. C’est sans doute l’embarcation traditionnelle de pêche (voile-aviron) la plus moderne car son apparition date de la deuxième moitié du XIXe siècle. Son nom provient du filet coulissant traina. Elle correspond certainement à une forme évoluée de la lanche sardinière nommée baideko (de la baie en basque) dont il est fait mention en 1353 dans les ordonnances de la confrérie des pêcheurs de Bermeo.
Spécialisée dans la capture de la sardine et de l’anchois, la trainière est conçue pour manœuvrer à l’aviron les filets tournants et coulissants (traina, xerkoa, bolintxa), et pouvoir s’éloigner un peu plus des baies ou des estuaires. En été et sous voile, la trainière pratique la capture du thon avec des lignes traînantes.
L’équipage se compose généralement de 14 hommes : le patron, le patron en second, 10 hommes et 2 mousses. Le patron (barreur) dirige l'embarcation à l’aide d’un aviron de gouverne un peu plus long que les avirons de nage. Le gréement est composé de 2 voiles au tiers : la plus grande sur le grand mât central (masta nagusia en basque) et la plus petite sur le mât de misaine (trinketa en basque). Un gouvernail amovible est alors placé à l’étambot.

## Descriptif de la coque

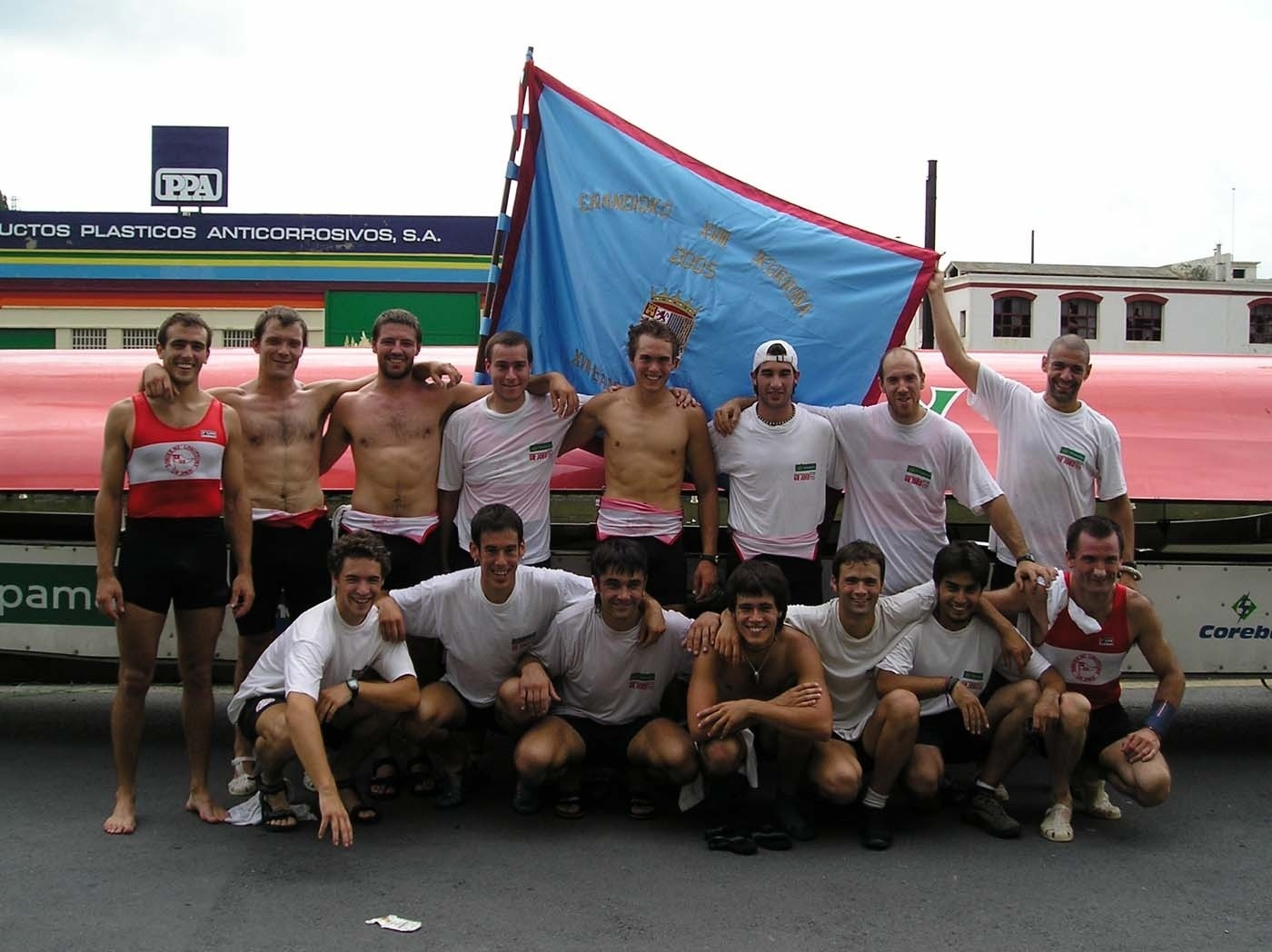
Trainière du club Ur Joko (Saint-Jean-de-Luz) vainqueur du Drapeau de Lutxana.

Embarcation non pontée de forme longue, la proue est généralement droite, un peu saillante et très tulipée, les flancs légèrement frégatés, la poupe pincée avec un étambot inversé très prononcé, la tonture positive est relativement marquée. Les bordés sont très pincés. Souvent, une ferrure en acier (bande molle traditionnellement en bronze) de protection, est apposée tout le long sous la quille, de l'étrave à l'étambot.

## Matériaux utilisés

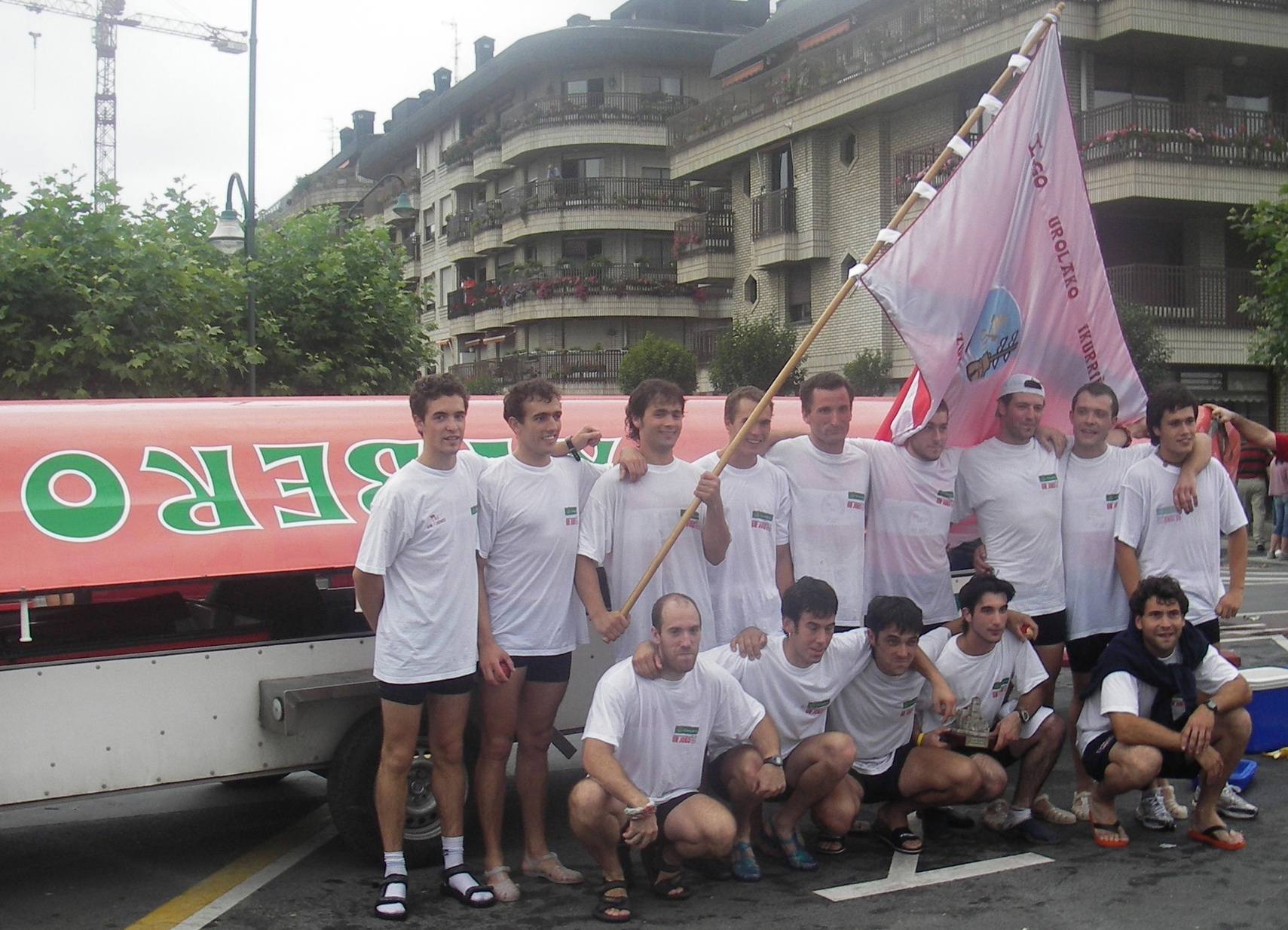
Trainière du club Ur Joko (Saint-Jean-de-Luz) vainqueur du Drapeau de Zumaia.

Chêne : quille, étrave, étambot, membrures et pièces de renfort.
Pin : bordage et bancs de nage.
Les dernières trainières sont construites avec des membrures en lattes de robinier (acacia) ployées à chaud.

## Évolution des embarcations
Des lourdes trainières de pêche (750 kg) aux trainières de compétition (200 kg minimum), les constructeurs ont su garder les formes et dimensions d’origine, tout en alliant les caractéristiques qui en font aujourd’hui les bateaux les plus compétitifs d’aviron de mer.

## La trainière aujourd'hui
Après avoir été pendant longtemps construite en bois, la trainière (devenue véritable F1 de la rame) est construite depuis 1995 en matériaux composites (Carbone et Kevlar). Son poids est passé de 700 kilos environ à 200 kilos.
Les régates d’aujourd’hui n’ont bien sûr rien à voir avec la régate d’Izarro. Les clubs, au nombre de 80 environ sur la seule côte Cantabrique, sont regroupés autour des fédérations d’aviron. Les rameurs qui ont une discipline et une préparation de sportifs de haut niveau, commencent leurs entraînements fin octobre début novembre, pour être fin prêts pour la saison qui commence en mai pour la trainerilla et fin juin pour la trainière.
On retrouve beaucoup de rameurs olympiques dans les bancs des trainières. Les grands clubs comme Orio, Ur Kirolak, Pasajes San Juan, Donosti Arraun, Hondarribia et autres Santurce (Santurtzi en basque)... sont des clubs qui s’illustrent aussi bien dans une discipline que dans l’autre au niveau international.
Depuis 1998 un championnat de ligue qui regroupe les 30 meilleurs équipages de la côte Cantabrique, démarre début Juillet pour se terminer début septembre. Les régates se déroulent en mer pour les régates A et en rivière ou en estuaires pour les régates B. Chaque équipage dispute entre 15 et 20 régates de trainière dans les deux mois de saison.
Les régates se disputent sur une distance de trois milles marins, soit 5 556 mètres, en 4 longueurs et trois Ziaboga (contournement de bouée) et dure une vingtaine de minutes. Le record établi est actuellement de 19 min 23 s 57 le 8 septembre 1993 par PASAIA San Pedro à la Concha à Saint-Sébastien.
La première régate de la saison se dispute dans la baie de Saint-Jean-de-Luz - Ciboure. Donibane Ziburuko Estropadak c’est son nom, a lieu le dernier dimanche de juin ou le premier de juillet et attire entre 20 et 30 000 spectateurs et fait l’objet de nombreux reportages aussi bien écrits que télévisés ou radiodiffusés. C’est la seule régate, pour le moment, qui a lieu en France.
Enfin le plus grand et le plus huppé des rendez vous de trainières a lieu les deux premiers dimanches de septembre. Saint-Sébastien, accueille depuis 1879, les huit meilleurs bateaux de France et d’Espagne en des régates qui attirent plus de 100 000 personnes autour de la baie de la Concha. Retransmises en direct par la télévision et une vingtaine de radios, elles sont l’événement sportif phare de la saison estivale en Pays basque.

## Naissance du club
Le club naît en 1911, principalement consacré au banc mobile. Une décennie plus tard apparaît la section consacrée au banc fixe, en prenant part depuis lors dans les compétitions et les championnats du Guipuscoa (Pays basque).
En 1996, on donne l'élan définitif à la section de trainières, avec l'acquisition d'un nouveau bateau : Ipar Haizea (vent du nord en basque).